# Locomotieven van de Dedemsvaartsche Stoomtramweg-Maatschappij

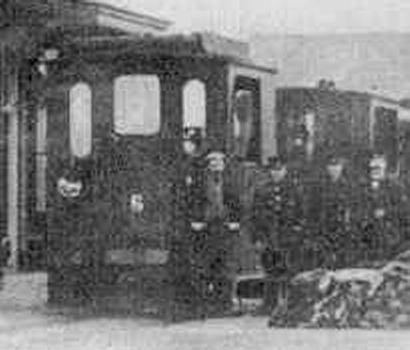
Loc. nr 6 "Coevorden"

Hieronder staan de verschillende eigen locomotieven van de Dedemsvaartsche Stoomtramweg-Maatschappij (DSM) op nummer gerangschikt.
Eenendertig locomotieven zijn gebouwd door Machinefabriek "Breda", voorheen Backer & Rueb. Deze machines waren zogenaamde zijstandslocomotieven. De vijf overige zijn gebouwd door Henschel en Sohn. Dit waren achterstandslocomotieven, wat zeggen wil dat er een apart machinistenhuis was gebouwd op de locomotief achter de ketel. Niet vermeld zijn de locomotieven de Spoorwegmaatschappij Meppel-Balkbrug, die ook werden gebruikt door DSM. Het archief van de DSM bevindt zich in het Drents Archief te Assen.
| Nr. | Naam                   | Bouwer            | Indienstname | Gewicht  | Bijzonderheden                                         |
| --- | ---------------------- | ----------------- | ------------ | -------- | ------------------------------------------------------ |
| 1   | Jhr. Junius van Hemert | Backer & Rueb     | 1885         | 8,6 ton  |                                                        |
| 2   | Baron van Dedem        | Backer & Rueb     | 1885         | 8,6 ton  |                                                        |
| 3   | Overijssel             | Backer & Rueb     | 1885         | 8,6 ton  |                                                        |
| 4   | Dedemsvaart            | Backer & Rueb     | 1885         | 8,6 ton  |                                                        |
| 5   | Zwolle                 | Backer & Rueb     | 1895         | 8,6 ton  |                                                        |
| 6   | Coevorden              | Backer & Rueb     | 1895         | 8,6 ton  |                                                        |
| 7   | Heemse-Hardenberg      | Backer & Rueb     | 1895         | 8,6 ton  |                                                        |
| 8   | Avereest               | Backer & Rueb     | 1897         | 8,6 ton  |                                                        |
| 9   | De Krim                | Backer & Rueb     | 1897         | 8,6 ton  |                                                        |
| 10  | Drenthe                | Backer & Rueb     | 1899         | 8,6 ton  |                                                        |
| 11  | Nieuw-Amsterdam        | Backer & Rueb     | 1899         | 8,6 ton  |                                                        |
| 12  | Amsterdamsche Veld     | Backer & Rueb     | Rond 1900    | 8,6 ton  |                                                        |
| 13  | Erica                  | Backer & Rueb     | Rond 1900    |          | Bouwjaar 1895, voormalige tentoonstellingslocomotief   |
| 14  | Emmen                  | Backer & Rueb     | Rond 1900    |          | Bouwjaar 1895, voormalige tentoonstellingslocomotief   |
| 15  | Balkbrug               | Backer & Rueb     | 1902         | 8,6 ton  |                                                        |
| 16  | Lutten                 | Backer & Rueb     | 1902         | 8,6 ton  |                                                        |
| 17  | Slagharen              | Backer & Rueb     | 1903         | 13,6 ton |                                                        |
| 18  | Klazienaveen           | Backer & Rueb     | 1903         | 13,6 ton |                                                        |
| 19  | Hoogeveen              | Backer & Rueb     | 1904/1905    | 13,6 ton |                                                        |
| 20  | Hollandscheveld        | Backer & Rueb     | 1904/1905    | 13,6 ton |                                                        |
| 21  | Jhr. Junius van Hemert | Backer & Rueb     | 1904/1905    | 13,6 ton |                                                        |
| 22  | Baron van Dedem        | Backer & Rueb     | 1904/1905    | 13,6 ton |                                                        |
| 23  | Overijssel             | Backer & Rueb     | 1905-1907    | 13,6 ton |                                                        |
| 24  | Ter Apel               | Backer & Rueb     | 1905-1907    | 13,6 ton |                                                        |
| 25  | Groningen              | Backer & Rueb     | 1905-1907    | 13,6 ton |                                                        |
| 26  | Emmercompascuum        | Backer & Rueb     | 1905-1907    | 13,6 ton |                                                        |
| 27  | Dedemsvaart            | Backer & Rueb     | 1905-1907    | 13,6 ton |                                                        |
| 28  | Vlagtwedde             | Backer & Rueb     | 1905-1907    | 13,6 ton |                                                        |
| 29  | Landbouw               | Backer & Rueb     | 1911-1912    | 16,5 ton |                                                        |
| 30  | Nijverheid             | Backer & Rueb     | 1911-1912    | 16,5 ton |                                                        |
| 31  | Handel                 | Backer & Rueb     | 1911-1912    | 16,5 ton |                                                        |
| 101 |                        | Henschel und Sohn | 1916         | 16,5 ton | Verhooploc. met oververhitter voor brandstofbesparing  |
| 102 |                        | Henschel und Sohn | 1916         | 16,5 ton | Verhooploc. met oververhitter voor brandstofbesparing  |
| 103 |                        | Henschel und Sohn | 1916         | 16,5 ton | Verhooploc. met oververhitter voor brandstofbesparing  |
| 104 |                        | Henschel und Sohn | 1916         | 16,5 ton | Verhooploc. met oververhitter voor brandstofbesparing  |
| 105 |                        | Henschel und Sohn | 1916         | 16,5 ton | Verhooploc. met over verhitter voor brandstofbesparing |